# NGC 159

NGC 159

NGC 159 هي مجرة محدبة ضلعية خافتة من القدر ( 13.7 ) في كوكبة العنقاء. تم اكتشاف المجرة في 28 أكتوبر 1834، من قبل جون فريدريك هيرشل.

## وصلة خارجية
- NGC 159 على موقع ويكي سكاي: DSS2, SDSS, GALEX, IRAS, Hydrogen α, X-Ray, Astrophoto, Sky Map, Articles and images
- SEDS

## اقرأ أيضا
- NGC 4261